# Casamaccioli
 Casamaccioli  là một xã ở tỉnh Haute-Corse trên đảo Corse, Pháp. Xã này có diện tích 36,17 km², dân số năm 1999 là 100 người. Khu vực này có độ cao 868 mét trên mực nước biển.